# Popular Mechanics

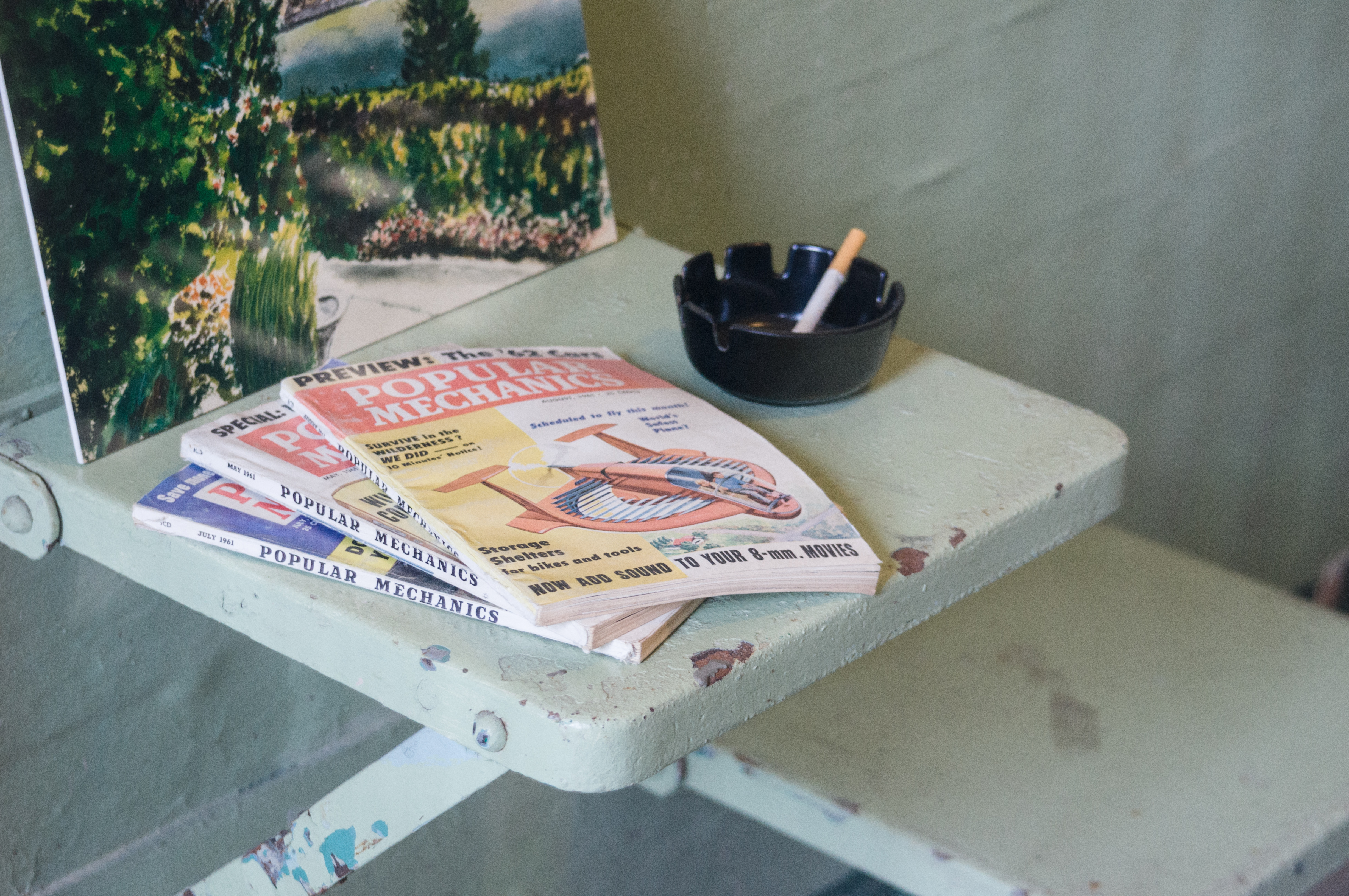
Revistes de Popular Mechanics a una sala de la Presó Penitenciària Federal d'Alcatraz.

Popular Mechanics (en català: Mecànica Popular) és una revista nord-americana dedicada a temes de ciència i tecnologia, que inclou temes d'automoció, llar, exteriors, electrònica, ciència, bricolatge i tecnologia. Els temes militars, l'aviació i el transport de tota mena, l'espai, les eines i els aparells són habituals. En l'actualitat pertany a Hearst Corporation. També va existir des de 1947 una edició per Llatinoamèrica i una edició recentment formada per al sud d'Àfrica.
Va ser fundada l'any 1902 per Henry Haven Windsor, que era l'editor i, com a propietari de la Popular Mechanics Company. Durant dècades, el lema de la revista mensual va ser "Escrit perquè ho puguis entendre". El 1958, PM va ser comprat per Hearst Corporation, ara Hearst Communications.
El 2013, l'edició nord-americana va canviar de dotze a deu números per any, i el 2014 el lema es va canviar a "Com funciona el teu món". La revista va afegir un pòdcast en els darrers anys, que incloïa característiques habituals Pòdcast més útil de sempre i Com funciona el vostre món.

## Història
La primera edició de Popular Mechanics va aparèixer en Chicago l'11 de gener de 1902, i va ser publicada per Henry Haven Windsor. Durant els seus 2 primers anys, es va distribuir de forma setmanal, i inicialment consistia en una selecció d'articles tècnics escollits d'altres publicacions i comentaris del propi Windsor. En la portada sempre apareixia una fotografia o il·lustració gran. Al cap d'un any, la circulació setmanal de la revista havia augmentat d'uns centenars d'exemplars fins a les 20.000 còpies. Per 1909, la circulació mensual de la revista ja aconseguia els 200.000 exemplars i seguia augmentant.
En 1911, Popular Mechanics va adoptar el format de 16,5 x 22,8 cm. (6,5 x 9"), que duraria molts anys, i a cada portada es mostrava un dibuix a color a pàgina completa d'algun tema tecnològic.
En finalitzar la Segona Guerra Mundial, la circulació de Popular Mechanics va ascendir gairebé immediatament, des dels 750.000 exemplars fins a més del milió de còpies.
En la dècada de 1950 la revista va ser adquirida per Hearst Corporation. El gener de 1973, Popular Mechanics va canviar novament el seu format, adquirint les dimensions actuals (27,4 x 19,8 cm.).
Popular Mechanics posseeix seccions regulars amb temàtiques d'automòbils, llar, exteriors, ciència i tecnologia. Una columna recurrent en l'edició nord-americana és "Jay Leno's Garage" en la qual es presenten comentaris i observacions del famós conductor de late-show i entusiasta de l'automobilisme i la mecànica.
Les grans revistes competidores de Popular Mechanics són Popular Science, Family Handyman i American Woodworker.

## Edició llatinoamericana
La primera edició en espanyol (i destinada a Llatinoamèrica) de la revista Popular Mechanics va sortir a la llum el maig de 1947. Es titulava Mecànica Popular, i va ser publicada per Editorial Tècnica, S. de R.L., en la Ciutat de Mèxic. En l'edició llatinoamericana es va posar major èmfasi en la vida domèstica i els avantatges de la tecnologia per a ella. La revista s'imprimia sota el mateix format que l'edició nord-americana, amb les mateixes mesures de grandària.
El gener de 1962, Mecànica Popular va canviar el seu format a l'actual (11 anys abans que ho fes l'edició nord-americana). Amb aquest canvi, la revista es va posar al mateix nivell editorial que altres revistes contemporànies, i amb això va augmentar la seva circulació gradualment.
A inicis de la dècada de 2000, Mecànica Popular va canviar el seu nom a Popular Mechanics, igual que l'homòleg nord-americà.
La versió llatinoamericana de "Popular Mechanics" es va deixar de publicar des d'agost de 2010. Editorial Televisa S.A, responsable de la seva edició i distribució a Llatinoamèrica, encara no ha donat les raons d'aquella decisió.
Hi han contribuït en els articles persones notables com; Guglielmo Marconi, Thomas Edison, Jules Verne, Barney Oldfield, Knute Rockne, Winston Churchill, Charles Kettering, Tom Wolfe i Buzz Aldrin, així com alguns presidents dels Estats Units com Teddy Roosevelt i Ronald Reagan. El còmic i expert en cotxes Jay Leno va tenir una columna habitual, Jay Leno's Garage, a partir del març de 1999.